# Agathia subreducta
Agathia subreducta är en fjärilsart som beskrevs av Inoue 1982. Agathia subreducta ingår i släktet Agathia och familjen mätare. Inga underarter finns listade i Catalogue of Life.